# 로드리고 두테르테
로드리고 로아 두테르테 KGCR(타갈로그어: Rodrigo Roa Duterte KGCR, 타갈로그어 발음: [ɾɔˈdɾigɔ ˈɾɔwa dʊˈtɛɾtɛ] ( 듣기), 1945년 3월 28일~)는 필리핀의 정치인으로 2016년부터 2022년까지 필리핀의 대통령을 역임했다. 필리핀 최초의 민다나오 출신 대통령이며 71세에 임기를 시작한 필리핀 역대 최고령 대통령이다. 디공(Digong), 로디(Rody), DU30, PRRD, 필리핀의 도널드 트럼프라는 별명들을 가지고 있다. 그가 필리핀 마약 전쟁과 관련하여 인도에 반한 죄 혐의로 국제형사재판소 영장에 근거하여 필리핀 국가 경찰과 인터폴에 의해 체포된 로드리고 두테르테 체포 사건이 발생했다.
남레이테주에서 태어나 남다바오주 다바오에서 성장했으며 필리핀 대학교 리세움에서 정치학을 전공했다. 1968년에 대학 졸업 후 산 베다 대학교 로스쿨에 진학하여 1972년에 법학 학위를 취득했다. 그 후 변호사로 일했고 다바오의 검사를 거쳐 다바오 부시장을 지냈다. 1986년 에드사 혁명의 여파로 다바오 시장이 되었으며 이후 7번 시장으로 연임하여 22년 동안 다바오 시장을 지냈다. 그 동안 다바오의 만연하던 범죄를 척결하여 정치적 명성을 얻었다.
2016년 필리핀 대선에서 승리하였으며, 필리핀의 제16대 대통령으로 취임했다. 초법적 살인을 통해 범죄를 일소한다고 공약했다. 2021년 10월 2022년 부통령 선거에 출마하지 않고 정계에서 은퇴할 것이라고 발표했다.

## 젊은 시절
두테르테는 1945년 3월 28일 필리핀 남서부 레이테주 마신에서 태어났다. 두테르테의 가문이 민다나오섬 세부주의 다바오에 정착한 건 1951년으로, 아버지 비센테 두테르테(Vicente G. Duterte)는 변호사였고 어머니 솔레다드 두테르테(Soledad Duterte)는 교사이자 시민단체 대표였다. 아버지는 변호사 활동 이후 정치인으로 나서 다바오 시장으로 당선되었다. 이후 다바오가 다아보주에서 분리되기 전 다바오 주지사를 지냈다. 1965년에는 페르디난드 마르코스의 행정비서관으로 중앙 정계에 진출했으며, 마르코스 대통령은 1972년 계엄령 선포로 독재정치를 휘두르게 된다. 사촌인 두테르테 로날드는 1983년부터 1986년까지 세부주 세부시의 시장을 지냈다.
사회 지도층에 오른 아버지와는 달리, 어린 시절 로드리고의 성격은 불같은 성격으로 곤경에 처할 때가 많았다. 자신을 모욕하던 일진 학생을 총으로 쏴버린 적이 있었고, 고등학교 때는 부정 행위로 인해 퇴학을 두 번이나 당하기도 했다. 이후 다이고스 성 십자가 대학(Holy Cross College of Digos)에 입학하여 중등 교육을 끝마쳤다. 1968년에는 필리핀 대학교 리세움에서 정치학 학사를 취득했으며, 1972년 산 베다 대학교 로스쿨에서 법학 학위를 취득한 직후 사법시험에 합격하였다.
이후 1970년부터 1980년대 중반까지 다바오시 검찰의 검사로 임용되었다. 검사로 재직할 당시 두테르테는 범죄자들에게 가차없는 검사로 이름을 떨치기도 했다.

## 정치 활동

### 다바오 시장
1988년 '피플 파워' 민주화 운동이 벌어질 당시 다바오시의 부시장으로 임명되었다. 이후 1988년 두테르테는 지방검사직을 사직하고 민주필리핀당 (PDP-Laban)에 입당하면서 정치 경력을 시작했다. 같은 해 다바오시장 선거에 출마하였는데, 다바오시에서 유력한 정치 가문 일원이었기에 손쉽게 당선되었다. 2010년에는 3선 연임 제한규정에 걸려 선거 출마가 불가능하게 되자, 그는 자신의 딸인 사라 두테르테를 선거에 내보냈고 스스로도 부시장으로 동시 출마해 함께 당선되면서, 딸이 시장, 아버지가 부시장인 체제로 운영되기도 했다. 이후 2011년 다시 시장으로 당선되었으며, 2016년까지 총 22년간 다바오의 시정을 이끌었다.
두테르테는 시장 재임 시절 수많은 범죄자들을 처형해 '징벌자(The Punisher)'라는 별명을 받았다. 다바오시는 1990년대만 해도 무슬림 무장단체와 공산군 활동 등으로 치안이 극도로 불안했던 도시였다. 두테르테는 시장으로 취임한 이후 다바오시를 범죄없는 도시로 만들겠다고 공식 선언했고, 강력한 테러 진압과 마약 퇴치 작전을 벌이면서 반군들이 물리쳐 밤에도 안전한 도시로 만드는 데 성공했다.
또한 시내의 각 요지마다 검문소를 설치하여 외부의 침입세력을 막았으며, 자경단을 운영해 범죄 용의자 1,700여명을 재판없이 처형하였지만 인권 침해라는 거센 비판을 받았다. 그러나 시민단체의 반발에도 사형제와 공개처형 제도의 도입을 주장하였으며, 중국인 소녀를 유괴 및 성폭행한 남성 3명을 공개 처형시키기도 했다.

### 대통령
두테르테는 2016년 필리핀 대통령 선거에 중도좌파 성향의 민주필리핀당 소속 후보로 출마하고, "모든 범죄자를 처형하겠다"며 대통령 취임 6개월 내 범죄 소탕과 부패 척결을 핵심공약으로 내세워 호응을 받았다. 필리핀에 만연한 범죄와 부패,빈곤을 근절하기 위해 강력한 지도력이 필요하다는 여론이 조성되면서 지지세력을 결집시켰다. 5월 7일 수도 마닐라에서 열린 마지막 유세에서는 "인권법은 잊어버려라"면서, "내가 대통령이 된다면 시장으로서 해왔던 대로 똑같이 하겠다"고 말해 수천명의 지지자들에게 열렬한 환영을 받았다.
범죄 외에도 기존 정치 기득권 세력의 공약과 정반대인 방안들을 강조하며 관심을 모았고, 특히 중앙 정치를 끝내고 지방분권형 정치 체계를 통해 각 지방의 독자성을 강화하며, 지방별 맞춤 정책을 통해 경제적 불평등을 끝내겠다는 공약으로 필리핀 대중의 폭발적 반응을 이끌어냈다. 여기에 기존 정치세력이었던 마누엘 로하스 후보와 그레이스 포 후보가 단일화에 실패해 여권 표가 나뉘는 호재까지 겹치면서, 5월 9일 치러진 대통령 선거에서 약 1,300만 표를 얻어 상당한 표차로 당선에 성공했다.

## 역대 선거 결과
| 선거명      | 직책명        | 대수 | 정당                      | 득표율 | 득표수       | 결과 | 당락 |
| ----------- | ------------- | ---- | ------------------------- | ------ | ------------ | ---- | ---- |
| 2016년 선거 | 필리핀 대통령 | 16대 | 필리핀 민주당 - 인민의 힘 | 39.01% | 16,601,997표 | 1위  |      |

## 같이 보기
- 필리핀의 대통령 목록
- 로드리고 두테르테 체포